# Constantin Andreescu
Constantin Andreescu (n. 10 octombrie 1910 - d. 20 octombrie 2002) a fost un deputat român în legislatura 1990-1992, ales în județul Dâmbovița pe listele partidului PNL.În cadrul activității sale parlamentare, Constantin Andreescu a fost membru în grupul parlamentar de prietenie cu Regatul Thailanda.

## Activitate profesională
Deputatul Constantin Andreescu s-a născut în satul Colanu, Dâmbovița la data de 10.10.1910 și a murit la data de 20.10.2002 în București. A fost membru PNL din 1932, din 1944 fiind șeful tineretului liberal din județul Dâmbovița. Absolvent al Seminarului Nifon ( desființat abuziv de autoritațile comuniste) și al facultății de Teologie București. A urmat cursurile facultății de Drept, până în 1942 când a fost concentrat și trimis ca preot militar pe frontul din Est. Rănit, a fost evacuat in țară în 1943.

## Activitate politică
Demobilizat, a participat activ în perioada 1944-1949 la încercările de reinstaurare a unei vieți democratice în România. În calitate de șef al Tineretului Liberal Dâmbovița, a inițiat mai multe manifestații de susținere a Regelui Mihai I (culminând cu marea manifestație din noiembrie 1947), simbolul rezistenței la comunizare în acea tragică perioadă din istoria României. În urma activității sale politice, a fost persecutat politic de către regimul comunist, fiind obligat să fugă de acasă pentru a se salva de la arestare și deportare în Gulagul comunist. A fost obligat să stea ascuns sub diverse identități în București mai bine de 10 ani, pentru a evita arestarea.
Familia sa a fost evacuată din casa ce o deținea în Târgoviște. Termenul de evacuare a fost de 24 de ore, nepermițându-se decât umplerea unei valize de mână cu lenjerie.
În perioada interbelică, precum și în perioada 1944-1947 a coordonat activitatea ziarului Chindia, fiind succesiv ziarist, redactor-șef și director al publicației.
După 1990 a fost președintele organizației PNL Dâmbovița. În această perioadă, s-a opus intrării în PNL a unor foști activiști comuniști notorii, fapt pentru care a suferit numeroase șicane din partea autorităților locale. A fost președintele comisiei pentru acordarea certificatelor de revoluționar. În această calitate, nu a semnat nici un decret de "revoluționar", încercând să combată toată impostura care s-a creat cu aceste certificate. De asemenea, a fost membru al Comisiei pentru industrie și servicii precum și al Comisiei pentru drepturile omului, culte și problemele minorităților naționale.

## Crezuri politice
Constantin Andreescu a considerat mereu că instituțiile fundamentale ale statului român sunt Biserica, Școala și Armata. Întreaga sa activitate politică s-a axat pe aceste coordonate, fiind inițiatorul reluării predării Religiei în școală, precum și al reintroducerii instituției Clerului Militar. Dovadă stau numeroasele sale intervenții în Parlament pe această temă, precum și stăruința pe lângă foștii Miniștri ai Apărării, în vederea sensibilizării acestora în legătură cu importanța asigurării serviciului religios în Armată.